# (6411) Tamaga
(6411) Tamaga (1993 TA) – planetoida z grupy przecinających orbitę Marsa okrążająca Słońce w ciągu 4,59 lat w średniej odległości 2,76 j.a. Odkryta 8 października 1993 roku.